# Rupela spinifera
Rupela spinifera là một loài bướm đêm trong họ Crambidae.